# Magnus Gabriel De la Gardie
Magnus Gabriel De la Gardie (født 15. oktober 1622 i Reval (nu i Tallinn) i Estland, død 26. april 1686 på Venngarns slott nær Sigtuna i Stockholms län) var en svensk greve, rigsmarskal, drost og digter. Han var søn af Jakob De la Gardie og Ebba Brahe. Han blev begravet i Varnhems kloster.
Som en af rigets største jordejere støttede Magnus De la Gardie lenssystemet og udviste ikke større sparsommelighed. Hans franskvenlige udenrigspolitik og udfaldet af den Skånske krig medførte, at han mistede sin indflydelse.